# ジャパン・ソサエティー
ジャパン・ソサエティー（英: Japan Society, 略称: JS）は、1907年に設立されたアメリカ合衆国の非営利組織。日米の人々により近い関係と、相互の理解・感謝・協力をもたらすことを目的とする。協会のプログラムは、日本に関する情報にアクセスする機会、日本の文化を体験する機会、米国と日本および東アジアにとって重要な問題に持続的かつオープンな対話を促進する機会を提供している。ジャパン・ソサエティーは、視覚芸術、ビジネスや政策の部門、教育分野において、年間100以上のイベントを行っている。
ジャパン・ソサエティーの建物は、ニューヨーク市マンハッタンの国際連合本部ビル近くに所在しており、演劇等の公演、展示会、映画の上映、講演、会議、講座、セミナー、シンポジウム、ワークショップなどが開催される。

## 歴史
1907年春の創設以来、ジャパン・ソサエティーは日米両国が大国に発展するのとともに成長してきた。20世紀初頭、ほとんどのアメリカ人が日本について何も知らなかった時代に、ジャパン・ソサエティーは日米文化交流の先駆的な役割を果たした。ジャパン・ソサエティーは、カーネギー国際平和基金をはじめとする他の国際主義者の組織と協力し、一年に一度記念パーティー（ガラディナー, gala dinner）を行った。
1941年から1945年にかけては、第二次世界大戦のためにジャパン・ソサエティーは活動を中断した。
ジョン・ロックフェラー3世からの大きな寄付を受けて、ジャパン・ソサエティーはジャパンハウスを建設し、1970年代から1980年代にかけて展覧会、日本の伝統古典音楽・舞踊の公演、映画上映、語学プログラム、一連の講義などに事業を拡大した。

## 建築

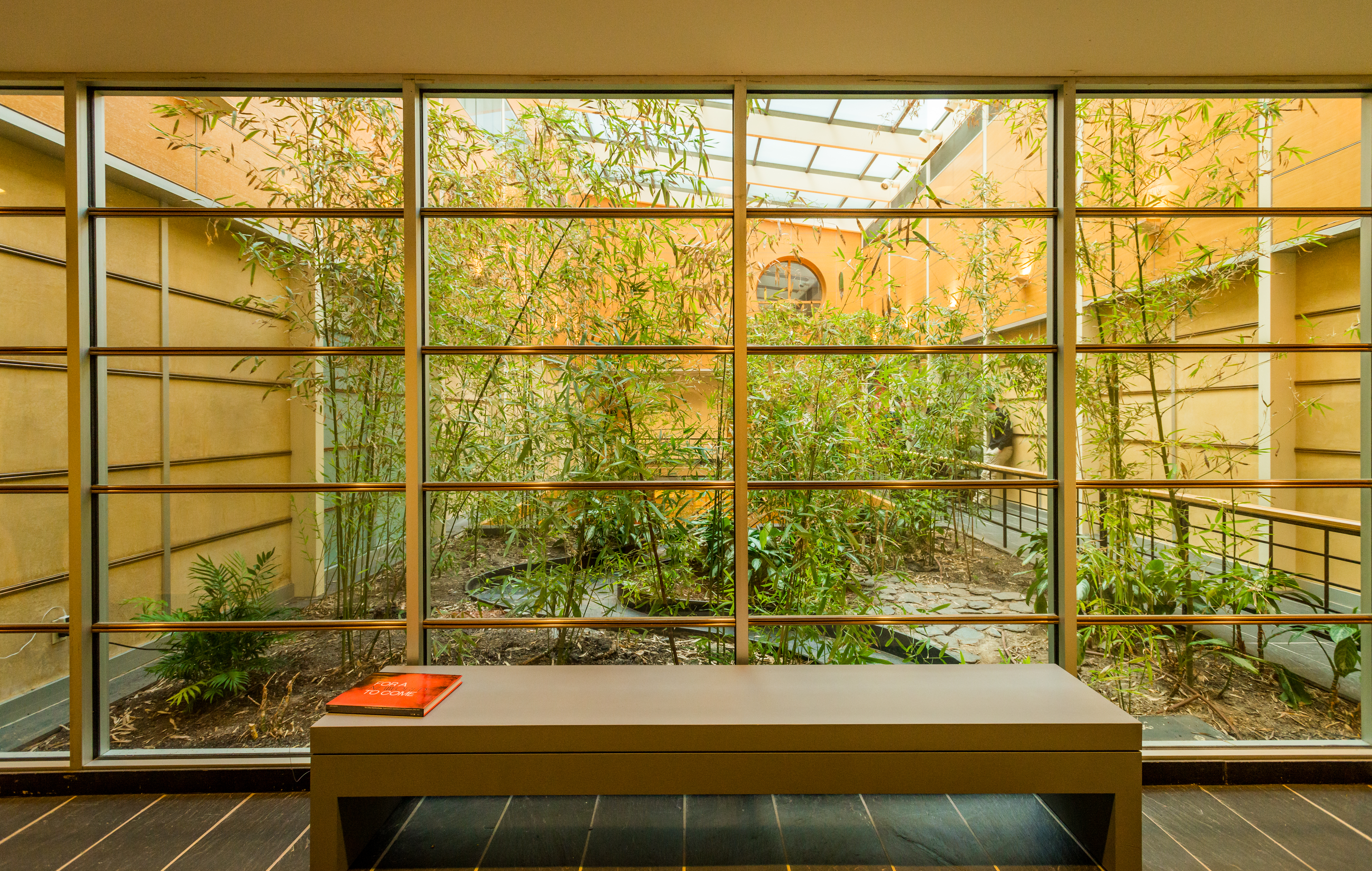
本部建物の内装

ジャパン・ソサエティー本部建物は、1971年にオープンした。吉村順三が Gruzen & Partners 社とともに設計したもので、ニューヨークで最初に建てられた日本の近代建築である。本部建物は3階建てで、屋内庭園 (bamboo water garden)、262席の劇場、アートギャラリー、図書館、会議室、管理部門、トヨタ・ランゲージ・センターが入っている。

## 活動と交流プログラム
ジャパン・ソサエティーは多くのプログラムやプロジェクトを運営している。たとえば、新しい日本映画を紹介するジャパン・カッツである。

### ジャパン・ソサエティー・ギャラリー
2015年、ジャパン・ソサエティー・ギャラリーのディレクターとして神谷幸江（広島市現代美術館キュレーター）が任命された。